# 九龙山毛蕨
九龙山毛蕨（学名：Cyclosorus jiulongshanensis），为金星蕨科毛蕨属下的一个种。